# Aleen Cust
Aleen Isobel Cust (7 febrer 1868 – 29 gener 1937) va ser una cirurgiana veterinària anglo-irlandesa. Va néixer i va començar la seva carrera a Irlanda. El 1922 va esdevenir la primera cirurgiana veterinària dona reconeguda pel Royal College of Veterinary Surgeons.

## Joventut i educació
Aleen Cust va néixer el 1868 a Cordangan Manor, Comtat Tipperary. El seu pare, Sir Leopold Cust, 2n Baronet va ser net de Brownlow Cust, 1er Baró de Brownlow, i va treballar com a administradora de finques per la família Smith-Barry. La seva mare, Charlotte Sobieske Isabel (de soltera Bridgeman) era la filla de Vice-Almirall Charles Orlando Bridgeman, i neta d'Orlando Bridgeman, 1r Comte de Bradford i el Senyor Henry Chamberlain, 1r Baronet.
Va ser la quarta de sis fills, va gaudir de la vida a l'aire lliure com a nen, i quan se li va preguntar sobre el seu futur, ella sempre va declarar "un veterinari era sempre la meva resposta."
Va començar a practicar com a infermera al London Hospital, però hi va renunciar per esdevenir un cirurgià veterinari. Després de la mort del seu pare el 1878, el Major Shallcross Fitzherbert Widdington, el seu tutor, la va animar a prosseguir els seus estudis i finançar la seva educació a William William's New Veterinary College a Edimburg. Mentre la seva mare estava treballant com a assistenta de la Reina Victoria. Cust es va matricular sota el nom de A.I. Custance per evitar la vergonya de la seva família. Va completar els seus estudis de veterinària el 1897, guanyant la medalla d'or en zoologia, però se li va negar el permís per realitzar l'examen final i, conseqüentment no va ser admesa com a membre del Royal College of Veterinary Surgeons (RCVS). Va desafiar aquesta decisio en el Tribunal de Sessions, buscant la revocació de la comissió d'exàmens del RCVS, però el tribunal es va abstenir a pronunciar-se sobre la base que el RCVS no estava domiciliat a Escòcia. Amb tot, ella es va abstenir de prendre accions legals a Londres, potser a causa dels costos potencials, o de la vergonya social que podia infligir a la seva mare.

## Carrera
Cust, però, va passar a exercir al Comtat Roscommon amb William Augustine Byrne MRCVS, havent rebut una recomanació personal de William Williams. Va viure a Castlestrange House (ubicat a Castlestrange stone, en el Suck Valley) prop de Athleague. El Diccionari Oxford de Biografia Nacional s'afirma que no hi ha raó per creure que Byrne i Cust "vivien com a marit i muller, i que va tenir dues filles, nascudes a Escòcia, i que van ser adoptades més tard". El 1904 es va copmprometre amb Bertram Widdington, el fill del seu antic tutor, però arran de les objeccions de la seva família pel que fa a la seva carrera, el casament no va anar endavant.
Cust, més tard va ser nomenada inspector veterinari al Consell de Comtat de Galway sota la llei de Diseases of Animals Acts, un nomenament que va ser desautoritzat pel RCVS a causa de la seva manca de reconeixement professional. La plaça es va publicar de nou, i quan Cust va ser escollida novament pel càrrec es va arribar a un acord pel qual es portaria a terme les funcions estipulades pel lloc amb un títol esmenat. A la mort de Byrne el 1910, Cust es va fer càrrec de l'exercici veterinari. Va exercir a Fort Lyster prop d'Athleague. (tant Castlestrange com Fort Lyster serien enderrocades més tard.)
A l'esclatar la Primera Guerra Mundial el 1915, Cust va deixar Irlanda per ser voluntària al front i ajudar en el tractament i la cura dels cavalls, treballant amb la YMCA des d'una base propera a Abbeville. El 1917 va ser contractada per un laboratori de bacteriologia de l'exèrcit que es va associar amb un hospital veterinari. Apareixeria com a membre del Queen Mary's Army Auxiliary Corps de gener a novembre del 1918, i s'ha suggerit que va el seu treball durant la guerra que va ajudar a que finalment fos acceptada pel RCVS al final de la contesa.
El Royal College of Veterinary Surgeons de Londres no va reconèixer a Cust el dret d'exercir a la Gran Bretanya fins al 1922, després de l'eliminació de la Llei de Discriminació Sexual (Sex Disqualification Act) del 1919. Tenint en compte els seus anys d'experiència, només se li va preguntar la part oral de l'examen final. El 21 de desembre de 1922, el president del RCVS, Henry Sumner, va presentar personalment Cust amb el seu diploma, i així es va convertir en ser la primera dona en obtenir la titulació veterinària al Regne Unit.

## Edat adulta i reconeixement
A causa de problemes de salut, Cust només va continuar practicant com a veterinària durant dos anys, retirant-se el 1924. Després de vendre la seva clínia, es va traslladar al poble de Plaitford, a New Forest a Hampshire, Anglaterra. Va morir d'un atac de cor a Jamaica el 29 de gener de 1937 mentre visitava uns amics.
A la seva mort va deixar al RCVS una suma de diners per fundar el Aleen Cust Research Scholarship. El 2007 va ser erigida una placa en honor de Cust a Castlestrange House, Athleague per l'organització Women in Technology and Science and the National Committee for Commemorative Plaques in Science and Engigneering, amb el suport de Veterinary Irland.